# Karl Rathgeber

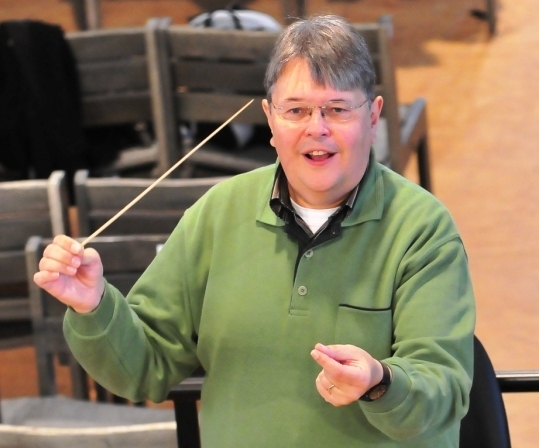
Karl Rathgeber (2009)

Karl Rathgeber (* 28. Juli 1950 in Offenbach am Main) ist ein deutscher Kirchenmusiker, Chorleiter und Hochschullehrer.

## Biografie
Rathgeber legte das Abitur an der Leibnizschule in Offenbach ab und studierte an der Musikhochschule Frankfurt. Nach den Examina in Schulmusik, Kirchenmusik (A-Examen) und Dirigieren, unter anderem bei Helmuth Rilling und Jiří Stárek, folgten Meisterkurse bei Martin Behrmann, Volker Hempfling und Eric Ericson.
Seine beruflichen Stationen führten ihn als Dekanatskirchenmusiker an die Burgkirche Dreieichenhain bei Frankfurt am Main, als städtischen Musikschulleiter nach Lüneburg, als Lehrbeauftragten an die Hochschule für Künste Bremen und als Musikdirektor an das Evangelische Stift Tübingen. 1994 ging er als Direktor an die damalige Fachakademie für evangelische Kirchenmusik in Bayreuth.
Von August 2000 bis September 2013 war er bis zu seinem Eintritt in den Ruhestand Professor für Dirigieren an der neu gegründeten Hochschule für evangelische Kirchenmusik Bayreuth. Er verantwortete als Gründungsrektor den Aufbau der Hochschule und war bis 2011 mehrfach wiedergewählter Rektor. An der Hochschule leitete er die beiden Hochschulchöre und war von 1999 bis Mai 2018 künstlerischer Leiter des regerchor Braunschweig. Von Oktober 2018 bis Dezember 2023 leitete er den Chor Cappella Nova in Bad Mergentheim.

### Auszeichnungen
- 1995 Ernennung am Sonntag Kantate zum Kirchenmusikdirektor durch den Landesbischof der Evangelisch-Lutherischen Kirche in Bayern
- 1. Dezember 2015 Verleihung der Bayerischen Verfassungsmedaille in Silber durch die Landtagspräsidentin des Bayerischen Landtags

### Privates
Seit 2013 lebt Karl Rathgeber in Hessen. Er ist seit 1977 verheiratet und hat drei Söhne, alle drei sind diplomierte Opern- und Konzertsänger: Christian, Tobias und Felix Rathgeber.

## Veröffentlichungen

### Tonträger
- Heinrich Schütz: Johannes-Passion – Der 116. Psalm „Das ist mir lieb“. Siegfried Reda: Choralkonzert „O Traurigkeit, o Herzeleid“. Concertino Lüneburg, Chor der Hochschule für evangelische Kirchenmusik Bayreuth, Bernhard Schneider (Tenor), Thomas Rothert (Orgel), Leitung: Karl Rathgeber. CD ROP6011. 2007.
- Giacomo Puccini: Messa di Gloria, Giuseppe Verdi: Quattro pezzi sacri. Prager Philharmoniker KSO, Chöre der Hochschulen für Kirchenmusik Bayreuth und Regensburg (Einstudierung Kunibert Schäfer), Bernhard Schneider, Christian Schmidt-Timmermann, Leitung: Karl Rathgeber. CD ROP6018. 2008.

### Musikalien
- Thomas Albus und Karl Rathgeber (Hrsg.): Bayreuther Chorbuch. Musik für den Gottesdienst zum gemeinsamen Musizieren von Gemeinde, Chor und Orgel: 13 kleine Kantaten/Chorstücke zeitgenössischer Komponisten. (Thomas Albus, Helmut Barbe, Hans Georg Bertram, Helmut Bieler, Jürgen Blume, Volker Bräutigam, Matthias Drude, Hans Georg Pflüger, Karl Rathgeber und Burghard Schloemann.) Strube Verlag, VS 1749.
- Gott ist die Liebe. Motette für 4–6 stimmig gemischten Chor. Merseburger Verlag, EM 246.
- Zwei kleine Choralvorspiele mit Intonation für Orgel. Über die Liedmelodien „Hosianna, Davids Sohn“ und „Singt nun alle, singt mit uns“. In: Gott loben, das ist unser Amt. Bd. 1, Merseburger Verlag, EM 1844.